# Scott Bjugstad
Barry Scott Bjugstad (né le 2 juin 1961 à Saint Paul dans l'État du Minnesota aux États-Unis) est un joueur professionnel américain de hockey sur glace. Il évoluait au poste d'ailier droit.
Son neveu, Nick Bjugstad, est également joueur de hockey professionnel.

## Biographie
Après avoir passé deux saisons avec les Golden Gophers de l'Université du Minnesota, il est repêché par les North Stars du Minnesota au 181e rang au neuvième tour lors du repêchage d'entrée dans la LNH 1981. Il connaît sa meilleure saison lors de sa dernière année, en 1982-1983, avec une récolte de 43 buts et 91 points en 44 parties. Il termine parmi les finalistes pour l'obtention du trophée Hobey Baker, remis au meilleur joueur de hockey de la NCAA, mais cet honneur revient à Mark Fusco, défenseur de Harvard.
Il complète par la suite ses études universitaires avant de rejoindre pour une partie de la saison 1983-1984 l'équipe des États-Unis afin de se préparer pour les Jeux olympiques d'hiver ayant lieu à Sarajevo en Yougoslavie. Malgré ses 3 buts en 6 parties, l'équipe américaine finit à la septième place du tournoi. Après la fin du tournoi, il rejoint les North Stars pour y faire ses débuts dans la LNH.
Il joue sa première saison complète avec l'équipe en 1984-1985, marquant 11 buts, puis la saison suivante, il réalise sa meilleure saison en carrière dans la ligue nationale avec 43 buts et 76 points. Il n'arrive toutefois pas à rééditer ces performances les saisons suivantes, notamment à cause des blessures.
En décembre 1988, il est échangé aux Penguins de Pittsburgh avec Gord Dineen contre Steve Gotaas et Ville Sirén et prend part à 24 parties avec Pittsburgh pour 3 buts. Il signe en tant qu'agent libre avec les Kings de Los Angeles durant l'été 1989 et passe trois saisons à jouer entre les Kings et les ligues mineures. Les diverses blessures subies au cours de sa carrière l'amènent à se retirer en 1993.

## Statistiques

### En club
| Saison     | Équipe                     | Ligue      |     | Saison régulière | Saison régulière | Saison régulière | Saison régulière | Saison régulière |   | Séries éliminatoires | Séries éliminatoires | Séries éliminatoires | Séries éliminatoires | Séries éliminatoires |
| Saison     | Équipe                     | Ligue      | PJ  | B                | A                | Pts              | Pun              | PJ               | B | A                    | Pts                  | Pun                  |                      |                      |
| 1979-1980  | Université du Minnesota    | WCHA       | 18  | 2                | 2                | 4                | 2                | -                | - | -                    | -                    | -                    |                      |                      |
| 1980-1981  | Université du Minnesota    | WCHA       | 35  | 12               | 13               | 25               | 34               | -                | - | -                    | -                    | -                    |                      |                      |
| 1981-1982  | Université du Minnesota    | WCHA       | 36  | 29               | 14               | 43               | 24               | -                | - | -                    | -                    | -                    |                      |                      |
| 1982-1983  | Université du Minnesota    | WCHA       | 44  | 43               | 48               | 91               | 30               | -                | - | -                    | -                    | -                    |                      |                      |
| 1983-1984  | Équipe des États-Unis      | Intl       | 54  | 31               | 20               | 51               | 28               | -                | - | -                    | -                    | -                    |                      |                      |
| 1983-1984  | North Stars du Minnesota   | LNH        | 5   | 0                | 0                | 0                | 2                | -                | - | -                    | -                    | -                    |                      |                      |
| 1983-1984  | Golden Eagles de Salt Lake | LCH        | 15  | 10               | 8                | 18               | 6                | 5                | 3 | 4                    | 7                    | 0                    |                      |                      |
| 1984-1985  | North Stars du Minnesota   | LNH        | 72  | 11               | 4                | 15               | 32               | -                | - | -                    | -                    | -                    |                      |                      |
| 1984-1985  | Indians de Springfield     | LAH        | 5   | 2                | 3                | 5                | 2                | -                | - | -                    | -                    | -                    |                      |                      |
| 1985-1986  | North Stars du Minnesota   | LNH        | 80  | 43               | 33               | 76               | 24               | 5                | 0 | 1                    | 1                    | 0                    |                      |                      |
| 1986-1987  | North Stars du Minnesota   | LNH        | 39  | 4                | 9                | 13               | 43               | -                | - | -                    | -                    | -                    |                      |                      |
| 1986-1987  | Indians de Springfield     | LAH        | 11  | 6                | 4                | 10               | 7                | -                | - | -                    | -                    | -                    |                      |                      |
| 1987-1988  | North Stars du Minnesota   | LNH        | 33  | 10               | 12               | 22               | 15               | -                | - | -                    | -                    | -                    |                      |                      |
| 1988-1989  | Wings de Kalamazoo         | LIH        | 4   | 5                | 0                | 5                | 4                | -                | - | -                    | -                    | -                    |                      |                      |
| 1988-1989  | Penguins de Pittsburgh     | LNH        | 24  | 3                | 0                | 3                | 4                | -                | - | -                    | -                    | -                    |                      |                      |
| 1989-1990  | Nighthawks de New Haven    | LAH        | 47  | 45               | 21               | 66               | 40               | -                | - | -                    | -                    | -                    |                      |                      |
| 1989-1990  | Kings de Los Angeles       | LNH        | 11  | 1                | 2                | 3                | 2                | 2                | 0 | 0                    | 0                    | 2                    |                      |                      |
| 1990-1991  | Kings de Los Angeles       | LNH        | 31  | 2                | 4                | 6                | 12               | 2                | 0 | 0                    | 0                    | 0                    |                      |                      |
| 1990-1991  | Roadrunners de Phoenix     | LIH        | 3   | 7                | 2                | 9                | 2                | -                | - | -                    | -                    | -                    |                      |                      |
| 1991-1992  | Roadrunners de Phoenix     | LIH        | 28  | 14               | 14               | 28               | 12               | -                | - | -                    | -                    | -                    |                      |                      |
| 1991-1992  | Kings de Los Angeles       | LNH        | 22  | 2                | 4                | 6                | 10               | -                | - | -                    | -                    | -                    |                      |                      |
| 1992-1993  | Roadrunners de Phoenix     | LIH        | 7   | 5                | 4                | 9                | 4                | -                | - | -                    | -                    | -                    |                      |                      |
| Totaux LNH | Totaux LNH                 | Totaux LNH | 317 | 76               | 68               | 144              | 144              | 9                | 0 | 1                    | 1                    | 2                    |                      |                      |

### En équipe nationale
| Année | Équipe     | Compétition     |   | PJ | B | A | Pts | Pun      |  | Résultat |
| 1984  | États-Unis | Jeux olympiques | 6 | 3  | 1 | 4 | 6   | 7e place |  |          |

## Trophées et honneurs personnels
- 1982-1983 :
  - nommé dans la première équipe d'étoiles de la WCHA.
  - nommé parmi les finalistes pour le trophée Hobey Baker du meilleur joueur de hockey de la NCAA.